# Duotones
Duotones è il quarto album in studio del sassofonista statunitense Kenny G, pubblicato nel 1986.

## Tracce
1. Songbird - 5:03
2. Midnight Motion - 4:08
3. Don't Make Me Wait for Love - 4:56
4. Sade - 4:20
5. Champagne - 4:45
6. What Does It Take (to Win Your Love) - 4:06
7. Slip of the Tongue - 4:53
8. Three of a Kind - 4:46
9. Esther - 5:24
10. You Make Me Believe - 5:19